# 昆陽池公園
昆陽池公園（こやいけこうえん）は、日本の兵庫県伊丹市にある都市公園かつ野鳥公園。園内にある昆陽池は、2010年（平成22年）3月25日に農林水産省のため池百選に選定された。
| 昆陽池の空中写真。日本列島を模した人工島の「野鳥の島」が見える。小さい方の池は貯水池（1979年撮影）国土交通省 国土地理院 地図・空中写真閲覧サービスの空中写真を基に作成  |  | 上空の飛行機から昆陽池（手前）を南望。右上の河川は武庫川 |
| 昆陽池の空中写真。日本列島を模した人工島の「野鳥の島」が見える。小さい方の池は貯水池（1979年撮影） 国土交通省 国土地理院 地図・空中写真閲覧サービスの空中写真を基に作成 |  | 上空の飛行機から昆陽池（手前）を南望。右上の河川は武庫川 |

## 概要
奈良時代の僧行基（668-749年）の指導の下で昆陽池が開削されたと伝えられる。
1965年（昭和40年）から伊丹市が公園として整備を開始し、1972年（昭和47年）に昆陽池公園として開園、1982年（昭和57）にほぼ現在の形となった。
白鳥が自然放養されているほか、冬には3000羽を越えるカモやカモメなど渡り鳥の飛来する関西屈指の野鳥の楽園として知られている。市民の憩いの場として、樹木や水生植物の植栽や野鳥の給餌池の設置等、ビオトープ整備が進んでいるが、近年、池の周囲に植林されている樹木に営巣するカワウの糞に含まれるリンによる樹木被害や、急激に増加するカラスの群れ、野生化したヌートリアが公園の樹木の根を食べるなどの事例が問題となっている。
2017年（平成29年）1月、池で飼育されているコブハクチョウが、鳥インフルエンザで多数死んでいることが確認され、伊丹市のシンボルであるコブハクチョウの生態に影響が出ている。

### 野鳥の島
池の中ほどに日本列島を模した野鳥の島（やちょうのしま）と呼ばれる人工島があり、公園の東にある大阪国際空港を離陸した直後の飛行機の窓からその形を間近に望むことができる。
実寸の4000万分の1、東西約250mのスケールで日本列島を再現したこの人工島は、1973年（昭和48年）に伊丹市役所の職員が「地域のランドマークに」と言う趣旨で発案して造営された。2006年（平成18年）には、島に上陸するカワウが増えすぎて糞害により島内の樹木がほとんど枯死してしまったため、定期的にボランティアを募って植樹や剪定を行い環境の維持に努めている。

## 公園の施設
- 伊丹市昆虫館 - 1990年開館。チョウ温室としては関西一の広さで、一年中チョウが放されている。
- ふるさと小径
- 多目的広場
- 草生地広場
- 野鳥観察橋 - カモ類、ユリカモメ等の野鳥の観察スポット
- 売店
- スワンホール（伊丹市立労働福祉会館・青少年センター、隣接） - 宿泊施設、レストラン

## 利用情報
- 所在地 - 兵庫県伊丹市昆陽池3丁目
- 開園時間 - 常時（ふるさと小径は午前9時～午後5時）
- 休園日 - 年中無休

## 交通アクセス
- JR宝塚線伊丹駅から伊丹市バスで｢松ヶ丘」または「昆陽池公園前」下車（約20分）
- 阪急伊丹線伊丹駅から伊丹市バスで｢松ヶ丘」または「昆陽池公園前」下車（約15分）

## 外部リンク

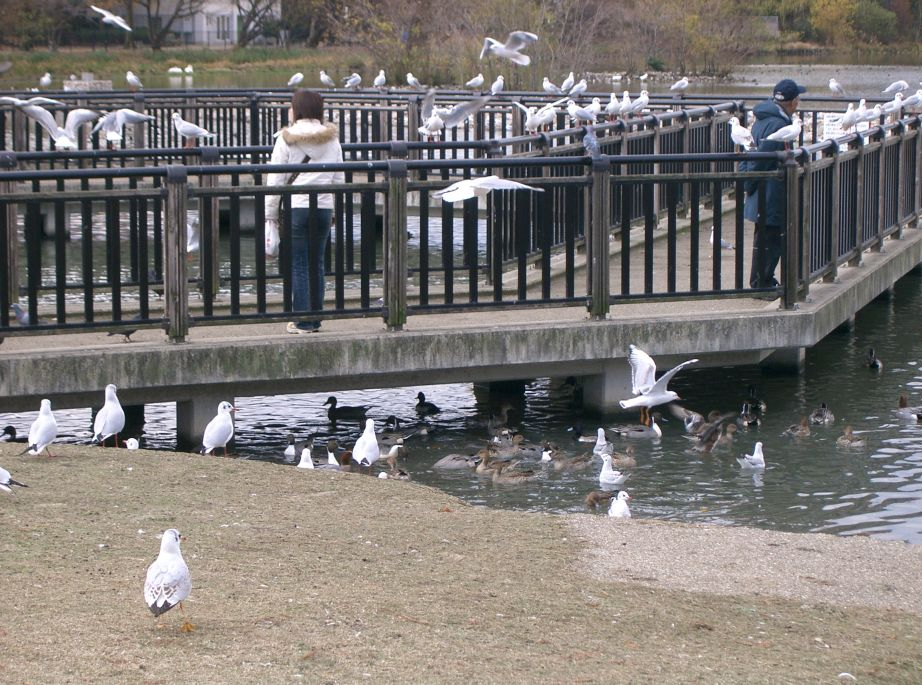
野鳥観察橋(ユリカモメとカモ類)
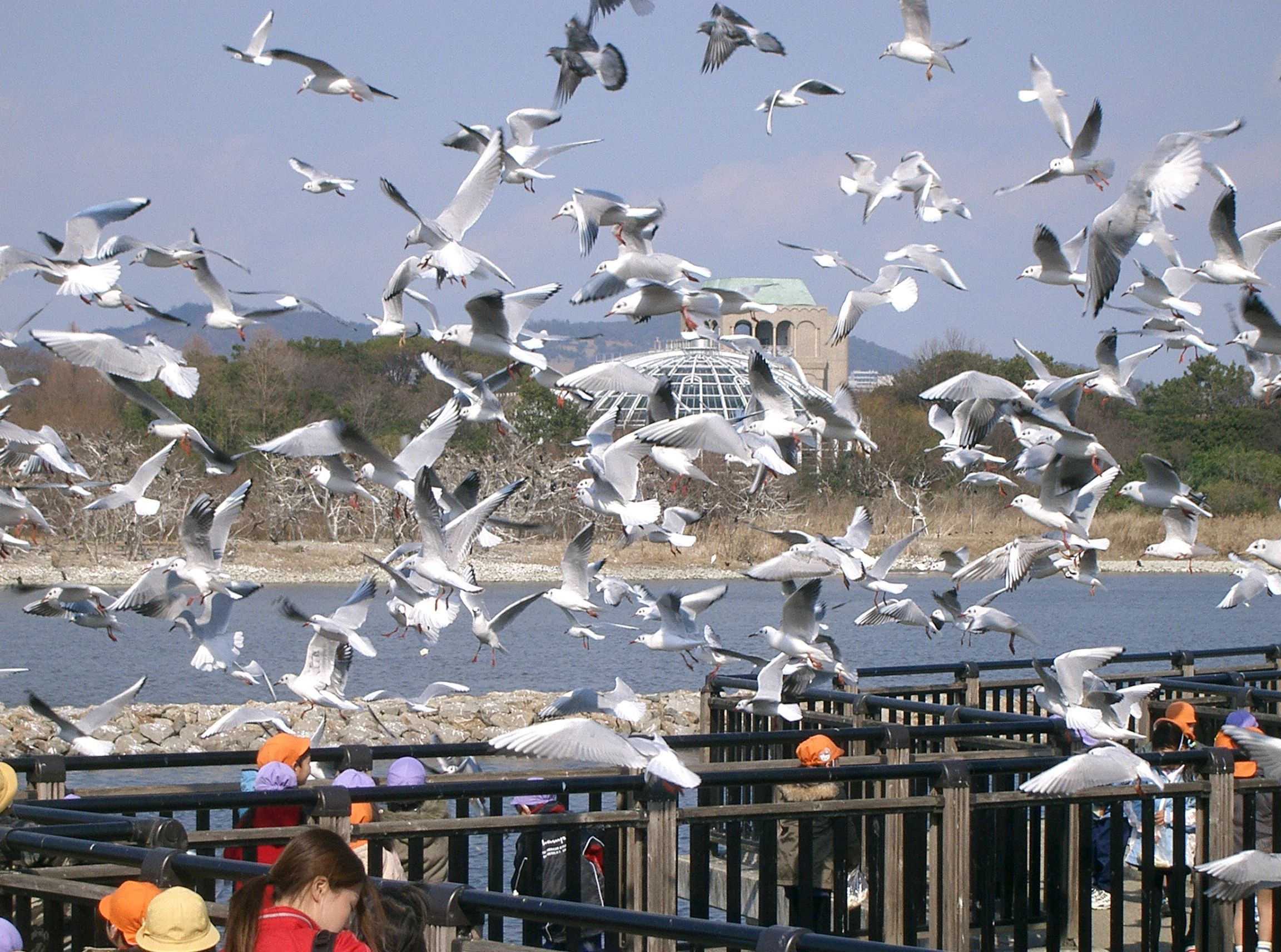
野鳥観察橋(ユリカモメの群れ)